# Boyat (Ağcabədi)
Boyat è un comune dell'Azerbaigian situato nel distretto di Ağcabədi. Conta una popolazione di 1.662 abitanti.